# Nelly

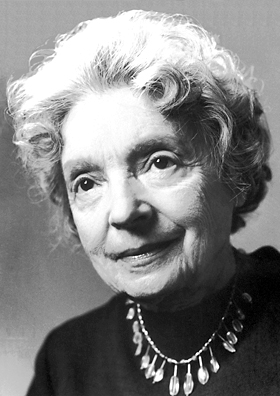
Nelly Sachs, 1966.

Nelly eller Nellie är ett kvinnonamn med engelskt ursprung, namnet användes ursprungligen som smeknamn för namn som Eleonora, Ellen eller Helena.
Nelly fick en plats i almanackan och firades i Sverige den 8 oktober i och med 1986 års namnlängd. Med namnlängden 2001 ströks namnet ur almanackan. I den finlandssvenska namnsdagslängden har Nelly namnsdag 11 juli sedan 2015.
Det finns cirka 2800 flickor eller kvinnor som stavar namnet Nellie och ungefär lika många som stavar sitt namn Nelly. Namnet ökade i popularitet under 1990-talet.

## Kända personer vid namn Nelly/Nellie
- Nelly (rappare), amerikansk rappare från St. Louis
- Nelly Furtado, kanadensisk-portugisisk sångerska
- Nelly Landry, fransk tennisspelare
- Nellie Tayloe Ross, amerikansk politiker
- Nelly Sachs, tysk-svensk författare och nobelpristagare
- Nelly Karlsson, Svensk serietecknare

## Fiktiva personer
- Nellie Olsen Lilla huset på prärien
- Nelly rapp